# Hufterproef
Hufterproef is een onderzoeksjournalistiek programma dat door de EO en WNL wordt uitgezonden op NPO 3. In dit programma wordt getest hoe burgers reageren op asociaal gedrag. Hiervoor worden nietsvermoedende mensen geconfronteerd met in scène gezette situaties, waarin acteurs zich asociaal gedragen. Met behulp van de verborgen camera wordt er gekeken of, en zo ja hoe, de omstanders reageren.
De eerste uitzending van het eerste seizoen, dat zes afleveringen telt, was op 20 mei 2015. Toen in opdracht van de EO. De drie daaropvolgende seizoenen zijn geproduceerd door WNL. Presentatoren waren Johan Eikelenboom, Leonie ter Braak en Jill Bleiksloot. Ruud Smulders is de vaste 'hufter' van alle vier de seizoenen.

## Ophef
In juni 2015 kwamen de EO en producent Skyhigh TV negatief in het nieuws, nadat in een uitzending van Hufterproef een montage bleek te zijn toegepast die het erop deed lijken dat een vrouw zich racistisch had geuit. De EO kwam hierdoor onder vuur te liggen en eiste op zijn beurt excuses van Skyhigh. Er kwam een rectificatie.